# Jim Burke
Jim Burke Jr. (Edina, 11 dicembre 1957) è un produttore cinematografico statunitense, vincitore del Premio Oscar al miglior film per Green Book.

## Biografia
Nato e cresciuto ad Edina in Minnesota, Jim Burke si è laureato presso l'Università del Minnesota. Prima di terminare gli studi universitari, ha organizzato un provina per la sua famiglia per il quiz televisivo Family Feud. Grazie alla vittoria nel programma, iniziò a maturare il desiderio di lavorare nel mondo dello spettacolo. Dopo aver lavorato nel mondo della distribuzione televisiva, è stato assunto presso la Lorimar Television, successivamente acquisita dalla Warner Bros.. È stato uno dei membri fondatori della casa di produzione cinematografica Rysher Entertainment. Durante la sua permanenza alla Rysher, ha letto la sceneggiatura del film Election, considerata da Burke come la migliore sceneggiatura che avesse mai letto. Durante le riprese del film ha stretto un legame con lo sceneggiatore Jim Taylor e il regista Alexander Payne. I tre decisero allora di fondare la casa di produzione Ad Hominem. Nel 2007 ha prodotto il film La famiglia Savage di Tamara Jenkins, presentato in anteprima al Sundance Film Festival. Successivamente è diventato presidente di produzione della Focus Features. Nel 2019 ha vinto il Premio Oscar al miglior film per Green Book di Peter Farrelly. 

## Filmografia

### Produttore

#### Cinema
- Kingpin, regia di Peter e Bobby Farrelly (1996)
- Due giorni senza respiro (2 Days in the Valley), regia di John Herzfeld (1996)
- The Eighteenth Angel, regia di William Bindley (1997)
- Election, regia di Alexander Payne (1999)
- La stirpe (The Breed), regia di Michael Oblowitz (2001)
- A testa alta (Walking Tall), regia di Kevin Bray (2004)
- La famiglia Savage (The Savages), regia di Tamara Jenkins (2007)
- Walking Tall 2 - La rivincita (Walking Tall: The Payback), regia di Tripp Reed (2007)
- Walking Tall 3 - Giustizia personale (Walking Tall: Lone Justice), regia di Tripp Reed (2007)
- Benvenuti a Cedar Rapids (Cedar Rapids), regia di Miguel Arteta (2011)
- Paradiso amaro (The Descendants), regia di Alexander Payne (2011)
- Kumiko, the Treasure Hunter, regia di David Zellner (2014)
- Downsizing - Vivere alla grande (Downsizing), regia diAlexander Payne (2017)
- Green Book, regia di Peter Farrelly (2018)
- Dreamin' Wild, regia di Bill Pohlad (2022)

#### Televisione
- Late Last Night, regia di Steven Brill - film TV (1999)

### Attore
- Gravity - serie TV, episodio 1x02 (2010)

## Riconoscimenti
- Premio Oscar
  - 2012 - Candidatura al miglior film per Paradiso amaro
  - 2019 - Miglior film per Green Book
- Premio BAFTA
  - 2012 - Candidatura al miglior film per Paradiso amaro
  - 2019 - Candidatura al miglior film per Green Book